# Španska epika
Španska srednjovekovna epika je književni pravac nastao negde u XI veku. Počeo je da nestaje u XIV, dok je u XV veku gotovo u potpunosti ustupio mesto novom rodu španske poezije – romansi.
Epika predstavlja pripovedni rod poezije namenjen uobličavanju sadržajnih celina; i u njoj se objektivno i smireno, uz mnoštvo raznovrsnih opisa, pripoveda neki celoviti događaj istorijskog, legendarnog ili religioznog karaktera.
Za Menendeza Pidala, epika u ranom srednjem veku predstavlja rod koji vrši funkciju istorije: „Epska junačka pesma se rađa kao zamena za nepostojeću istoriografiju, kada se, u nedostatku opširnih pripovesti u prozi, vest o važnim događajima prenosila pesmom…”
„Junačko vreme je, verujem”, rekao je Pidal „ono vreme koje  su preživeli neki narodi koji su, pre nego što se razvila istoriografska proza na narodnom jeziku, osećali potrebu da neguju vlastitu istoriju, i to u pesničkom obliku, kroz javne pesme.

## Teorije o poreklu španske epike
Fridrih August Volf ( Friedrich August Wolf), nemački naučnik iz XVIII veka, bio je jedan od prvih koji je postavio pitanje da li su u romanskim zemljama prvo nastale kratke epsko-lirske pesme (u Francuskoj su to cantilenes, a u Španiji romances).
Iz njih su kasnije proistekli veliki epski spevovi: Chanson de Roland u Francuskoj i Cantar de Mio Cid u Španiji. Gaston Paris je formulisao i svoju teoriju kantilena. Prema njoj, kratke pesme – kantilene – germanskog su porekla i u njima je bilo elemenata lirske ali i epske poezije. Mila i Fontanals, Menendez Pelajo i Menendez Pidal su pokazali da se ova teorija ne može primeniti na špansku epiku i da su epske junačke pesme prethodile romansama.
Žozef Bedje (Joseph Bedier) nastojao je dokazati da kantilene nisu prethodile epskim pesmama ni u Francuskoj, tvrdeći da su francuski epski spevovi relativno novijeg datuma (XI i XII vek) i da su nastali delimično kao posledica veoma razvijenog običaja odlaženja na hodočašća. O samom poreklu španske srednjovekovne epike iznete su tri teorije.
Najstariju teoriju u prošlom veku formulisao je Gaston Paris. Prema njegovom mišljenju španska epika potiče iz francuske. Kao dokaze navodio je da su francuske epske pesme (chansons de geste) nastale pre španskih. Dok prvi francuski sačuvani spev datira s početkom XI veka, dotle je prvi sačuvani španski spev nastao sredinom XII veka. Ova teorija je delimično usvojena. Menendez Pidal navodi razlike koje postoje između ove dve epike:
1. Francuska epika obiluje elementima fantastike, dok ih u španskoj praktično nema;
2. Francuska epika obrađuje događaje iz daleke nacionalne prošlosti, koji su mnogo više pripadali legendarnoj nego istorijskoj tradiciji, dok su skoro sve španske epske pesme nastale vrlo brzo posle događaja koje opevaju;
3. Metrička forma francuskih epskih pesama je vrlo rano postala pravilna (utvrđen broj slogova u stihu, konsonantska rima), dok metrička forma španskih epskih pesama ostaje arhaična sve do kraja XV veka (promenljivi broj slogova u stihu, asonanca).

Drugu teoriju je izneo Hulian Ribera 1915. godine, gde navodi da je poreklo španske epike veoma staro i da ga treba tražiti u arapsko-andaluzijskoj sredini. Ribera pretpostavlja da je među Mavarima koji su živeli na Iberijskom poluostrvu pored lirike postojala i narodna epika, ali da nije zabeležena. Ova teorija nije bila potkrepljena nikakvim dokazima, te je vrlo brzo bila odbačena, a kasnije i potpuno zaboravljena.
Godine 1971. Fransisko Markos objavljuje svoju knjigu Arapska narativna poezija i hispanska epika, u kojoj oživljava teoriju o arapskom poreklu hispanske epske poezije.
Treću teoriju formulisao je Menendez Pidal, gde navodi da za njega i francuska i španska epika imaju zajedniči izvor – germanski.
Menendez Pidal objašnjava važnu ulogu Vizigota u nastajanju španske nacije. Oni su od početka V veka, kada su prodrli na Iberijsko polustrvo, pa do početka VII veka, kada je njihova država propala pod mavarskom najezdom, u velikoj meri uticali na hispanoromanizovane starosedeoce. Prema njegovom mišljenju, dokaz za ovo bio je odlomak iz jednog dela Isidora Seviljskog, u kome ovaj učeni biskup, koji je živeo u VII veku i pisao na latinskom, kaže da mladići iz uglednih kuća, pored ostalih veština, moraju da savladaju i veštinu ozbiljnog pevanja „pesama o precima“ (carmina maiorum).
Carmina maiorum, prema tumačenju Menendeza Pidala, bile su epske pesme o slavnim podvizima predaka koje su razvijale junački duh i podsticale želju mladih da se i sami proslave hrabrim podvizima. Menendez Pidal smatra da se prisustvo gotskog duha nije izgubilo iz hispanske sredine posle pada vizigotske kraljevine pod mavarsku vlast. Bilo je prisutno i dalje u mnogim vidovima svakodnevnog života; junačke pesme su i dalje postojale u „prikrivenom stanju“ (estado latente).
Slična situacija se sreće u epskom spevu o Fernanu Gonzalesu, prvom knezu Kastilje. U ovome spevu Fernan Gonzales oslobađa Kastiljance od vlasti leonskog kralja, zahvaljujući svome konju. Sačuvani prepis speva potiče iz XIII veka, ali hronike govore da je ova tema bila ranije obrađivana u usmenim kastiljanskim junačkim pesmama. Menendez Pidel smatra da je ovo jedan od dragocenih dokaza da je ova tema iz gotske usmene epske tradicije negde u XII veku preneta u kastiljansku epsku poeziju.
U periodu od  XII do XV veka epska poezija Španije je bila veoma razvijena i popularna u svim društvenim slojevima.
Španska epska poezija delila se na:
- Mester de juglaria
- Mester de clerecía

Mester de juglaria je predstavljala anonimne autore, narodne pevače i izvođače čiji je zajednički naziv bio Juglares (Juglar – zabavljač kralja i širokih narodnih masa). Reč mester je proistekla iz latinske reči ministerium, koja je značila zanimanje ili veština.
Preteča huglara u doba Rimskog carstva su bili rimski histrioni – putujući pevači i zabavljači, germanski skopi i mavarski narodni pevači. Slični huglarima, u Provansi su u XI veku bili trubaduri – muzičari, koji su bili donekle obrazovani, te uživali bolji položaj od huglara.
Menendez Pidal je, istražujući zapise o huglarima, zaključio da oni nisu bili samo muzičari. Huglari su oblačili šarena i upadljiva odela, stalno su putovali i zabavljali ljude ne samo na Iberijskom poluostrvu već u celoj Zapadnoj Evropi. Putovali su peške i među njima su bili i pesnici, muzičari, glasnici, a neki od njih su bili i pismeni, te su beležili stihove. Prelazili su Alpe i Pirineje i bili su dobrodošli na italijanskim i francuskim dvorovima, kao i na raznim događajima.
Junačke epske pesme, koje su bile sastavni deo njihovog izvođenja, nazvane su „cantar de gesta“ tj. pesme o junačkim podvizima. Sve one su bile slične i pevane su na narodnom jeziku (idioma romance). Stihovi su bili podeljeni na polustihove i grupisali su se u rukoveti (tirada ili serie), koji su zvučali u skladu. Teme koje su opevane bile su istorijskog i tradicionalnog karaktera.
Mester de clerecía je začeta u XIII veku i predstavljala je suprotnost pojmu mester de juglari, iako je napravljena po uzoru na nju. Clerecía je označavala obrazovane ljude (od reči clerígo, što je značilo obrazovan). Ovaj pesnički pravac je doneo mnoge novine u špansku poeziju.
Obrazovani ljudi su gotovo uvek znali latinski jezik, te i pisali na njemu, što im je omogućavalo da njihova dela budu čitana širom Evrope. Za razliku od huglara, klerici su pisali o internacionalnim temama kao što su religija, moral i različite vrste zabave. Najveći značaj ove škole je u tome što su uveli novu metričku formu (cuaderna vía) – strofu od četiri stiha. Stihovi su bili utvrđene dužine, od po četrnaest slogova. Ovu formu su klerici preuzeli iz francuske i provansalske poezije.
Smatra se da je stih aleksandrinac, korišćen u prvom delu klerika iz XIII veka – Knjiga o Aleksandru, preuzet od Francuza, jer je i tematika samog dela preuzeta od njih. Klerici su vešto prilagodili svoja dela narodu, do tada naviknutom na huglare, i tako uspeli da mu približe mnoge teme, svojstvene samo učenim ljudima.
Kroz istoriju, mnogi su odvajali ove dve pesničke škole, ukazujući na njihove razlike. Njihova najbitnija sličnost je to sto su obe vrste namenjene za izvođenje, ne za čitanje. Knjiga o dobroj ljubavi, delo Huana Ruisa iz XIV veka, prikazuje mnogo više sličnosti nego razlika izmedju ova dva toka u španskoj epici. Međutim, u savremenoj istoriji književnosti oni se prikazuju odvojeno.

## Klasifikacija španske epske poezije
Podela španske epike je napravljena prema tematici u delima, ne po metričkim formama kojim su pisane. Postoje:
- Istorijska epika (épica histórica)

− Ovde su svrstani svi epovi, nacionalnih i stranih tema.
- Neistorijska epika (épica nohistórica)

− Ovde postoje tri podvrste:
1. Religiozna epika (épica religiosa) – obradjuje crkvene teme;
2. Novelistička epika (épica novelesca) – epovi univerzalne evropske teme novelističkog karaktera;
3. Poučno – novelistička i alegorijska epika (épica didáctico – novelesca y alegórica) – dela sa sjedinjenim elementima pouke i zabave uz alegoriju.

## Istorijska epika

### Poema de mio Cid
Spev Pesma o Sidu (Poema de mio Cid) je nastao 1140. godine, a sačuvan je zahvaljujući prepisu Per Abata iz 1307. Sačuvana verzija se sastoji od 3730 stihova. U pomenutom rukopisu nedostaje jedna strana na početku speva i dve u sredini. Zahvaljujući Menendezu Pidalu, ove praznine su popunjene odgovarajućim proznim delovima uzetim iz istorijskog dela Generalna hronika (Cronica general), nastalog krajem XIII ili početkom XIV veka. Menendez Pidal je svoje izdanje speva započeo proznim tekstom uzetim iz Hronike o dvadeset kraljeva, u kojoj je prepričana epska pesma o Sidovim podvizima. Odlomak iz hronike se završava Sidovim odlaskom u progonstvo. Zahvaljujući ovome, spev je dobio neku vrstu prologa u prozi.
Menendez Pidal je tekst podelio na tri dela, na tri pevanja (cantares): prvi Sidovo izgnanstvo (El destierro del Cid), drugi Udaja Sidovih kćeri (Las bodas de las hijas del Cid) i treći Uvreda u Korpesu (La afrenta de Corpes). Uprkos ovoj njegovoj podeli, u rukopisu speva ne postoji ni naslov celog dela, ni pojedinačnih pevanja.
Deo hronike pod nazivom Hronika dvadeset kraljeva (Cronica de veinte reyes) sadrži razne junačke spevove prepričane u prozi, kao što su pesme o Sidu, Fernanu Gonzalesu, Bernardu del Karpiju, itd.
Ovaj dragoceni rukopis se čuva u Nacionalnoj biblioteci u Madridu.
Spev je prvi put objavljen 1779. godine. U toku XVIII i XIX veka spev je bio objavljivan više puta. Kod nas je kritičko izdanje ovog speva prvi put objavio Vlado Drašković, a on je ujedno i njegov prvi prevodilac na srpskohrvatski jezik.

### Poema de Fernán González
Raskorak između sadržine i metričke forme jeste tema ovog dela. Prvi kastiljanski knez bio je Fernan Gonzales (Fernán González), koji je uspeo da se izbori za samostalnost Kastilje. Bio je omiljeni kastiljanski junak; čak je postojala i epska junačka pesma o njemu (cantar de gesta), ali nije sačuvana. Obrazovani kaluđer koji je živeo u kastiljanskom manastiru Arlansi i čije ime nije poznato, napisao je Pesmu o Fernanu Gonzalesu po uzoru na huglarsku verziju. On je odlučio da preradi i obnovi Pesmu o prvom kastiljanskom knezu, odnosno da piše o životu Fernana Gonzalesa, a uporedo sa tim i o razvoju Kastilje.
Pesnik govori o istoriji Španije, o Vizigotima i njihovim kraljevima i kroz šta je sve prošao španski narod. Govori o mladosti Fernana Gonzalesa i o njegovim bitkama, gde se pesma i prekida – završni listovi su izgubljeni. Bogato iskustvo španske epske poezije je prikazano u pesmi.
Razvijeno patriotsko osećanje je karakteristika španske srednjovekovne epike. Ono postoji u pesniku, koji ga iskazuje kroz pesmu.
Strofe su od četiri stiha; svaki stih sastavljen od četrnaest slogova sa cezurom u sredini naziva se cuaderna via i korišćena je u pesmi.

### Ostali spevovi
U Španiji su sačuvana dva speva, Pesma o Sidu i Pesma o Fernanu Gonsalesu, dok je u Francuskoj sačuvan veći broj spevova. Jedan od važnijih je La Chanson de Roland (Pesma o Rolandu). Zahvaljući neprekidnim vezama između Španije i Francuske, španski huglari su imali priliku da čuju Pesmu o Rolandu od francuskih trubadura.
Scena kada se Karlo Veliki vraća na bojište Ronsevoa i nalazi mrtvog Rolanda je deo odlomka Roncevalles. Svi ostali španski epski spevovi su izgubljeni. Veliki broj junačkih pesama biće sačuvan zahvaljući Crónica Najerense. Jedna od najvažnijih tema epike jeste propast Španije i smrt kralja Rodriga, o kome, nažalost, nije sačuvana nijedna junačka pesma.
Jedan od najstarijih kastiljanskih spevova nastao u XI veku je Cantar de los siete infantes de Lara (Spev o sedam kneževića od Lare). To je priča o jednoj kastiljanskoj porodici i njenoj nesrećnoj sudbini. Nije utvrđeno da li je priča zasnovana na stvarnom događaju ili je to samo pesnikova mašta. 
Postoji još mnogo starih epskih dela sačuvanih u proznom obliku u više hronika, poput: Cantar de Sancho II de Castilla, Cerco de Zamora i Cantar de la jura de Santa Gadea (Spev o Sanču II od Kastilje, Opsada Samore i Spev o zakletvi u Santa Gadeji). Takođe, Pesma o Bernandu del Karpiju (Poema de Bernando del Carpio) postojala je u više varijanti.
Život kastiljanskog junaka Rodriga de Vivara, el Sida, obrađivan je na drugačiji način, i sačuvano je jedno jedino delo, poznato kao Las Mocedades de Rodrigo (Sidova mladost) ili Cantar de Rodrigo (Spev o Rodrigu). Pesma o Sidu iz XII veka opevana je od zrelog doba do smrti, dok je
tema ove epske tvorevine Sidova mladost. 
Menendez Pidal je u svom primeru kritičkog izdanja speva šesnaesterce delio na polustihove.
O Sidovom životu, posebno o njegovoj mladosti i ljubavi sa Himenom, kasnije će pričati razni pisci i pesnici; Huan de la Kueva (Juan de la Cueva) pozorišni pisac iz XVI veka, Gilijen de Kastro (Guillen de Castro) savremenik i istomišljenik Lope de Vege.
Ruj Janjes (Ruy Yáñez), autor dela El Poema de Alfonso Onceno (Pesma o Alfonsu XI), u svom epskom spevu piše o životu kralja Alfonsa, njegovim bitkama, kao i njegovoj ljubavi prema jednoj ženi. Ovaj spev je spoj huglarske i kleričke pesničke veštine koju je Ruj Janjes jako dobro poznavao.
O Alfonsu XI napisana je i jedna Crónica u približno isto vreme kada i spev, i pisana je sa namerom da ostane istorijski dokument o jednom vladaru u vremenu i bila je dostupna samo uskom krugu obrazovanih ljudi.
Menendez Pidal je rekao: „Pevači junačke poezije i dalje su veoma cenjeni u narodu, među vitezovima i među hroničarima... Prva polovina XIV veka trenutak je najtešnje veze između hroničarske i huglarske epske istorije.“ 

## Neistorijska epika

### Religiozna

#### Bersenove hagiografske pesme
Gonsalo de Berseo (Gonzalo de Berceo) је prvi pesnik španske književnosti. Rođen je krajem XII veka u malom manastiru Berseo u oblasti Riče. Život je proveo u benediktanskom manastiru San Miljan de la Kogolja. Pored administrativnih poslova u manastiru San Miljan, pisao je stihove. Dela koja su ostala posle njega sastoje se od tri hagiografije, jednog narativnog speva o čudima Bogorodice, kao i nekih doktrinarnih spisa. Sva sačuvana dela pripadaju oblasti crkvene književnosti, narativnog su karaktera i mogla bi da uđu u okvire neistorijske epike. Za njega je pisanje predstavljalo prvenstveno jedan od mnogobrojnih načina služenja Bogu. Često je naglašavao da samo on prevodi sa latinskog (iako to nije tačno), da bi omogućio narodu da upozna korisna i lepa dela koja su mu zbog tuđeg jezika nepristupačna. U svim svojim delima Berseo se koristio novom metričkom formom (nueva maestría) nazvanom cuaderna vía.
Neka od njegovih najznačajnijih dela su: Žitije svetog Emilijana (Vida de San Millán), Život Svetog Dominika siloskog (Vida de Santo Domingo de Silos), Žitje Svete Orije (Vida de Santa Oria), zbirka narativnih pesama o čudima Bogorodice (Milagros de Nuestra Señora).
- Žitije svetog Emilijana (Vida de San Millán) је hronološki verovatno prvo delo. Ovu hagiografiju izlaže u tri dela — život sveca, podvige koje je učinio za života i čuda koja je učinio posle smrti. U njoj hvali i veliča Svetog Miljana kao velikog čudotvorca i prepričava legende o njemu.
- Vida de Santo Domingo de Silos (Vida de Santo Domingo de Silos) je žitije koje je Berseo napisao zbog bliskosti manastira Svetog Dominika sa manastirom Svetog Miljana, u kome je Berseo proveo svoj život. Materijal za ovu hagiografiju našao je u delu na latinskom opata Grimaldija Vita Sanci Dominici.
  - Vida de Santa Oria (Vida de Santa Oria) je hagiografija sa dosta lirskih odlika.
  - Čuda naše Gospe (Milagros de Nuestra Señora) je smatrana najznačajnijom zbirkom narativnih pesama o čudima Bogorodice od strane istoričara španske srednjovekovne književnosti. Berseo je preradio u poetskom obliku 24 čuda iz rukopisa na latinskom jeziku. Obrađene su poznate teme (teme o pobožnom lopovu, o neobrazovanom svešteniku, o jevrejskom detetu itd.), koje su u njegovoj obradi dobile pesničku lepotu i dirljivost jednostavne iskrene pobožnosti.

#### Ostale hagiografske pesme:
Španske hagiografske pesme su narativne kompozicije u stihu u kojima su obrađene teme iz života pojedinih hrišćanskih svetaca ili događaji iz Hristovog života. Do sada su pronađene i proučene samo dve hagiografske pesme zapisane u jednom rukopisu. To su Knjiga o detinjstvu i smrti Isusovoj (Libro de la infancia y muerte de Jesus) i Život svete Marije Egipćanke (Vida de Santa María Egipciaca). Manuel Alvar je temeljno proučio ova dva dela i priredio nova kritička izdanja.
- Knjiga o detinjstvu i smrti Isusovoj (Libro de la infancia y muerte de Jesus) delo je nepoznatog pesnika koji je verovatno pripadao crkvenoj sredini. U ovoj pesmi ispričano je nekoliko delova iz Hristovog detinjstva.
- Život svete Marije Egipćanke (Vida de Santa María Egipciaca) jedina je španska sačuvana verzija u stihu o životu lepe grešnice Marije iz Egipta. U hagiografiji je ispričan Marijin život od njene mladosti pa do smrti.

### Novelistička epika
Pesnička dela ove vrste imala su ulogu da zabave tadašnje slušaoce i čitaoce. Najznačajnije su dve duge priče u stihovima − Knjiga o Apoloniju (Libro de Apolonio) i Knjiga o Aleksandru (Libro de Alexandre). Svojom sadržinom su neka vrsta pustolovnog romana. Ova i slična izgubljena dela pisali su klerici − obrazovani ljudi, poznavaoci latinskog i drugih romanskih jezika. Knjiga o Apoloniju, Knjiga o Aleksandru i Istorija Troje su narativna dela u stihovima. 
- Knjiga o Apoloniju (Libro de Apolonio) je delo nastalo polovinom XIII veka od strane nepoznatog pisca. Opisan je buran život kralja Apolonija,  njegove pustolovine koje obiluju neočekivanim, uzbudljivim i dramatičnim događajima.
- Knjiga o Aleksandru (Libro de Alexandre) je delo koje opisuje život makedonskog cara Aleksandra Velikog, nastalo u XIII veku od strane nepoznatog autora. Govori o njegovim osvajanjima i junačkim podvizima.
- Istorija Troje (Historia troyana) je delo u kome je opisana sudbina trojanskih junaka i ljubavnih osećanja u proznom obliku. Nastala je u XIII veku.

### Poučno-novelistička i alegorijska epika
Pesme ove vrste nastaju u XIV veku, zadržavaju metričku formu cuaderna via, ali se sadržaji menjaju. U narativnom obliku napisane su didaktičke i novelističe pesme i basne. Basne sadrže primer koji je uzet iz životinjskog carstva. Didaktičke pesme sadrže mnoštvo moralističkih razmišljanja, poruka, opomena, u njima su opisani razni poroci. Pisci više nisu anonimni, a najznačajniji pesnik srednjovekovne poezije XIV veka je Huan Ruis, arhiprezviter iz Ite (Juan Ruiz el Arcipreste de Hita). Njegovo delo Knjiga o dobroj ljubavi (Libro de buen amor) svojom sadržinom veoma je složeno delo u kome su združeni pesnički sastavi narativnog i lirskog karaktera. Sadržinu čitavog dela čini sukob između dve vrste ljubavi: buen amor (dobra, prava, čista ljubav) i loco amor (ljubav sa mnogo nevolja u životu čoveka i žene). Većina njegovih pesama pisana je u prvom licu, tako da se verovalo da su dela autobiografskog karaktera.
Knjiga o dvoru (El Libro del Palacio) kancelara Ajale sastoji se od nekoliko tematskih delova. Pesnik govori o razdoru koji vlada među velikodostojnicima katoličke crkve. Kancelar Ajala nikoga ne štedi, ismeva poroke ljudi na najvišim državnim i crkvenim položajima. Prvi deo je napisan u metričkoj formi cuaderna vía i predstavlja poslednji izdanak kleričke pesničke veštine.
Huan de Mena Korodovljanin, koji je studirao u Salamanki, predstavlja prvog evropskog humanistu. Poznati je i cenjeni pesnik XV veka. Lavirint sudbine (El Laberinto de Fortuna), narativni spev sastavljen od 300 strofa, smatra se najznačajnijim Meninim delom.